# Lichtmessung
Die Lichtmessung (Englisch (incident) light metering) ist ein Begriff aus der Fototechnik und bezeichnet eine Methode der Belichtungsmessung.
Es wird mit einem geeigneten Belichtungsmesser das Licht gemessen, welches das Objekt beleuchtet. Dieses Vorgehen stellt sicher, dass die Helligkeitswerte des Objektes gemäß ihrem visuellen Eindruck richtig aufgenommen werden. Das dem Objekt eigene Reflexionsvermögen bleibt unberücksichtigt.
Die Lichtmessung ist in der professionellen Fotografie stets das Mittel der Wahl. Sie ist aber weniger für schnelles Arbeiten geeignet, wie es bei Reportagen etc. notwendig ist. Hier wird überwiegend mit Automatiken und der Objektmessung gearbeitet und eine messtechnisch mögliche Fehlbelichtung in Kauf genommen.

## Der Belichtungsmesser
Voraussetzung ist ein „Handbelichtungsmesser“, der unabhängig von der Kamera eingesetzt wird und in der Lage sein muss, alles auf das Objekt fallende Licht zu erfassen. Dazu ist er mit einer opaken Halbkugel (einer „Kalotte“) vor der Messzelle ausgestattet. Der Messwinkel beträgt so fast 180°.
Der Belichtungsmesser mit seiner Kalotte ist so kalibriert, dass er für eine graue Fläche mit einer Reflexion von 18 % Belichtungsdaten liefert, die eine Wiedergabe mit gleichem Wert ermöglicht.

## Vorgehensweise
Der Belichtungsmesser wird mit der Kalotte unmittelbar am Objekt in Richtung Kamera gehalten und der Messvorgang ausgelöst.

## Beispiele
Es sollen Tiere/Personen/Objekte auf einem Gletscher oder einem Schneefeld fotografiert werden. Bei einer „Objektmessung“ würde der Belichtungsmesser auf das hohe Reflexionsvermögen des Gletschers/Schnees mit einer Unterbelichtung reagieren, das Bild würde grau (statt weiß) ausfallen. Im umgekehrten Fall („schwarze Katze im Kohlenkeller“) würde sich eine Überbelichtung ergeben, die ebenfalls Grau (statt schwarz) zur Folge hätte.
Lichtmessung ergibt objekthelligkeitsrichtige Wiedergabe.
Ist eine Lichtmessung am Objekt nicht möglich, bietet sich eine Ersatzmessung am beleuchtungsgleichen Ort an.

## Problemfall „Hohe Kontraste“
Hohe Kontraste innerhalb des Motivs (dies sind „Objektkontraste“), werden bei der Lichtmessung nicht berücksichtigt. Hier muss evtl. eine Gewichtung zu Gunsten der Schatten oder Lichter im Objekt erfolgen bzw. eine Anpassung des Kontrastes an das Aufnahmematerial durch Änderung der Beleuchtung erfolgen (soweit möglich).

## Trivia
Viele Handbelichtungsmesser sind sowohl für die Lichtmessung als auch für die Objektmessung eingerichtet. Eine Objektmessung gegen eine Neutralgraufläche mit einem Reflexionsgrad von 18 % („Graukarte“) am Motiv ist der Lichtmessung ebenbürtig.